# Круковский, Юрий Михайлович
Ю́рий Миха́йлович Круко́вский (1901 — 12 сентября 1938) — советский и узбекский прозаик, поэт, драматург и очеркист. Был одним из известных поэтов в Узбекистане, писал на «локафовскую» оборонную интернациональную тематику.

## Биография
Юрий Круковский родился в 1901 году. Отец — Михаил Антонович Круковский (1856 или 1865 — 1936), русский писатель, переводчик, фотограф, географ и этнограф. Мать — София Карловна Круковская (1861—1943), педагог, библиотекарь, писатель, переводчик. Братья — Всеволод (1897—1940), сотрудник НКВД, и Лев (1899—1943), преподаватель. Сестра — София (1896—1984), историк-искусствовед.
Арестован в декабре 1937 года. Расстрелян 12 сентября 1938 года, затем посмертно реабилитирован.
Женат не был, детей не имел.

## Литературное творчество
Бо́льшая часть очерков Юрия Михайловича Круковского, печатавшихся в газетах и журналах Узбекистана, посвящена жизни и боевым делам красноармейцев Туркестана, их героической борьбе с басмачами. Среди них есть «Фрунзе на Туркфронте», в котором писатель создал яркий запоминающийся образ советского полководца, «На хашар!», «Шесть дней в горах», «Военкомдив Климин» и другие. Поэтическое наследие Юрия Круковского составили два сборника стихов («Наибольшее сопротивление», «Красная Армия и вишни Японии») и небольшая поэма «Конец Ибрагим-бека», вошедшая составной частью в прозаическую книгу «Хашар».
В «Очерках истории русской литературы Узбекистана» описывается «область интересов» писателя: «Трезвый взгляд на не изжитое ещё невежество, грязь, темноту не вытесняет в Круковском романтика, поэта, нежно любящего родной для него край — Узбекистан, Среднюю Азию. Для писателя существует и романтический Восток — с большими голубыми звёздами в ночном небе, с весенними джайляу — горными пастбищами, покрытыми маками, мальвой, дурманными травами, среди которых прекрасные девушки-горянки перекликаются с пастухами».
Рассказы и очерки Юрия Круковского, по мнению критиков, объединены общими стилевыми чертами, сближающими их между собой. Общая идейная проблематика, стиль, отвечающий единой историко-революционной теме, своеобразная манера повествования, сочетающая в себе информационную интонацию с художественной образностью, — всё это позволяет сделать вывод о генетическом родстве этих жанров в творчестве писателя. Юрий был коммунистом и страстно почитал Владимира Маяковского — не раз в литературных журналах Узбекской ССР появлялись статьи поэта о нём.

### Пролетарский интернационализм
В своих очерках и примыкающих к ним по стилю рассказах Юрий Круковский показывает прочное вхождение идеи пролетарского интернационализма в быт и сознание русских, узбеков и представителей других национальностей. Эта мысль лежит в основе рассказа «На хашар!» (в переводе на русский язык «хашар» означает «всенародная помощь»). С этим лозунгом дехкане собираются на помощь красноармейцам, воюющим с басмачами. Той же теме дружбы между русскими красноармейцами и узбекскими дехканами — «краснопалочниками», ополчившимися на басмачей, — посвящены сборник очерков «Весна 1931 года», рассказы «После боя» и «Вечер на айване».
Более широкую трактовку получает тема пролетарского интернационализма в неоконченной повести Круковского «Колония в огне». Тематически она была задумана автором как произведение о гражданской войне в Средней Азии, но идейный замысел выходил за эти границы. Круковский, по оценке критиков, вероятно, имел намерение показать связь туркестанских событий с мировым революционным движением. Один из главных героев «Колонии в огне» — чехословацкий коммунист Гартман, журналист, друг Ярослава Гашека. Гартман — пленный, чужой в России, во время контрреволюционного мятежа чешских офицеров он рвёт связи со своими соотечественниками и вступает в ряды русских революционеров. Дороги гражданской войны приводят Гартмана в Узбекистан, где он погибает от «басмаческой пули». Некоторое сходство судьбы Гартмана с судьбой Джона Рида, упоминание о Ярославе Гашеке в связи с его сочувствием русской революции, и сам образ чешского революционера, погибшего за советскую власть в Узбекистане, придают широкое интернациональное звучание даже тому небольшому отрывку повести Круковского. Критики отмечают, что, возможно, что в завершённом виде повесть «Колония в огне» представила бы собой значительное и зрелое произведение.
Идейно-тематическую связь с неоконченной повестью обнаруживают некоторые рассказы и очерки Юрия Круковского. Отчётливо ощутима, например, антиколониальная направленность рассказа «Резиновая дубинка», который вошёл в сборник «Хашар». Это история обыкновенной полицейской дубинки, пропутешествовавшей с английскими колониальными войсками по многим странам Востока. Она остановилась на границе Средней Азии и «возмутилась»: дальше её не пускали. Однако ей удалось перейти границу с басмаческим отрядом. После разгрома басмачей дубинка попала в музей революции, где навсегда осталась свидетельством своего бессилия и обречённости.

### Сравнительные произведения
Среди очерков и рассказов Круковского есть произведения, написанные по принципу контраста. К их числу относятся объединённые самим писателем четыре рассказа — «Справедливость», «Женитьба Махмуд Шарипа», «Малярия» и «В поисках прекрасной Айчурек». Считается, что в них нет того примитивизма, которым часто отличались его другие литературные произведения, которые писались по так называемому принципу «прежде и теперь».
«Справедливость» — это рассказ о возмездии, право на которое приносит так называемому вчерашнему узбекскому бедняку Умару Саидову советская власть. В произведении показан психологический склад героя в его национальной специфике. До революции Умар был чайрикером (батраком) у бая Шарипа Касымова. Когда же подошло время расчёта, бай не выдал Умару ни копейки, высчитав за долг и лепёшки, которые он ел, и обноски, которые носил. В ответ на мольбы обобранного бедняка с издёвкой сказал: «Иди в суд!», указав при этом кивком головы на жирного казия — своего гостя. Прошли годы, и бывший чайрикер даёт своему бывшему хозяину урок классовой справедливости. Всё ещё достаточно богатый бай, одевшись в рубище, приходит к Умару, теперь ответственному партийному работнику, искать защиты от «разорителей». Рассказ «Женитьба Махмуд Шарипа» тоже является повестью об узбекском бедняке. Судьба Махмуд Шарипа более драматична, чем судьба Умара Саидова: революция застаёт его уже немощным стариком, пора молодости и надежд для него давно миновала.
Писателю ясно, что в окружающей его жизни далеко не всё ещё обстоит благополучно, что и в социалистическом теперь ещё много от мрачного прежде. В очерковом рассказе «Малярия» Юрий Круковский изображает киргизское становище, по виду ничем не отличающееся от дореволюционного становища кочевников: душные, грязные, пропитанные копотью и дымом юрты, чумазые дети, копошащиеся на засаленных кошмах, на тех же кошмах лежат люди, больные малярией, вокруг них с тонких писком вьются комары. Но, бродя по становищу, рассказчик натыкается на «нечто белое, чистое, пышное, как постель невесты или сугроб снега. Это — покрытая марлевым пологом кровать «разведчика малярии». Белый праздничный полог среди закопченных юрт как бы символизирует наступление нового на старое. «Разведчик малярии» говорит: «Видите, как ещё бедно живёт наш народ. Но скоро мы будем жить хорошо. Через год вы не найдёте здесь аула. Мы будем жить в больших домах. Тогда приезжайте».
Критики отмечают, что у Юрия Круковского поэзия и проза, романтика и суровая борьба в их естественном переплетении раскрываются в рассказе «В поисках прекрасной Айчурек». И даже здесь, несмотря на фольклорную, легендарную орнаментовку, выступает очерковая природа рассказа, присущее Круковскому стремление к строгой фактичности и «информационной» манере изложения. Айчурек — героиня киргизского народного эпоса о Манасе и Семетее, сказочная красавица, воплотившая народную мечту о счастье и красоте, завоёванных доблестью и силой. Долгое время её ищет богатырь Семетей, сын Манаса, путешествуя по земле на коне, копыта которого по размерам своим напоминают тазы. Наконец, он находит Айчурек, окружённую сорока воинами, храбро сражается с ними один и добывает свою возлюбленную. Герой рассказа Круковского — не богатырь, а простой юноша, выросший в киргизском становье.
Древняя легенда, «Илиада и Одиссея киргизского народа», помогает писателю увидеть душу людей, среди которых вырос и сформировался его герой. По национальности Сейтала (герой рассказа) — не киргиз. Двухлетним ребёнком он был найден киргизами и воспитан ими. Его фамилия Худайбергенов соответствует русской фамилии Богданов, которую в России принято было давать найдёнышам. Сейтала вырос, работая на баев и слушая песни старого Джолчо — знаменитого сказителя и знатока эпоса о Манасе и Семетее, чьё искусство передается юноше. Наступили новые времена, в киргизские степи пришла иная жизнь. Сейтала помог советским пограничникам задержать его бывшего хозяина, когда бай со своими многотысячными стадами пытался перейти китайскую границу. Перед юношей открывается широкая дорога: он становится пограничником, изучает радиодело. Неожиданно находятся его родные — русские люди, крестьяне, живущие у озера Иссык-Куль. Однако их жизнь и узкий крестьянский мир чужды Сейтале. Критики отмечают, что у Круковского опять настойчиво звучит тема интернационализма: пролетарское братство, революционные устремления сметают на своём пути национальные заборы и путы родства, и что счастье Сейталы заключается не в семейных радостях, а шире и глубже и «сродни поискам прекрасной Айчурек».

## Публикации
- Круковский Ю. М. Аскари Сурх [очерки]. — Ташкент: Госиздат УзССР, 1933. — 72 с.[13]
- Круковский Ю. М. Весна 1931 года. — Сталинабад: 1933.
- Круковский Ю. М. Кара-Кумы [пьеса]. — М., Ташкент: Огиз, Среднеазиатск. отд., 1933. — 51 с.[14]
- Круковский Ю. М. Наибольшее сопротивление. — М., Ташкент: ГИЗ, Среднеазиатск. отд., 1933. — 72 с.[15]
- Круковский Ю. М. Хашар [Очерки]. — М., Ташкент: САОГИЗ, 1933. — 157 с.[16]
- Круковский Ю. М. Фрунзе на Туркфронте, в кн.: Ю. Круковский. Хашар. — Ташкент: САОГИЗ, 1933.
- Круковский Ю. М. Когда кончился бой. Рассказы. — М., Ташкент: Огиз, Среднеазиатск. отд., 1933. — 29 с.[17]
- Круковский Ю. М. После боя, в кн.: «Выстрел». «Сборник рассказов и очерков». — М., Ташкент: САОГИЗ, 1934.
- Круковский Ю. М. Фрунзе на Туркфронте. — М., Ташкент: САОГИЗ, 1934. — 20 с.[18]
- Круковский Ю. М. Вечер на айване. — Ташкент: Госиздат УзССР, 1935. — 20 с.[19]
- Круковский Ю. М. Наибольшее сопротивление. — М., Ташкент: САОГИЗ, 1938.